# Lettische Badmintonmeisterschaft 1977
Die Lettische Badmintonmeisterschaft 1977 fand in Daugavpils statt. Es war die 14. Auflage der nationalen Titelkämpfe von Lettland im Badminton, zu dieser Zeit noch als Meisterschaft der Sowjetrepublik.

## Titelträger
| Disziplin    | Sieger                       |
| ------------ | ---------------------------- |
| Herreneinzel | Jānis Trops                  |
| Dameneinzel  | Gundega Grīnuma              |
| Herrendoppel | Māris Preinbergs Jānis Trops |
| Damendoppel  | Gundega Grīnuma Anna Šlika   |
| Mixed        | Uldis Ābeltiņš Ilona Lāce    |